# Centrale del Latte di Roma
La Centrale del Latte di Roma S.p.A. è un'azienda lattiero-casearia italiana con sede a Roma.
L’azienda era nota anche con il suo acronimo ACCLR (Azienda Comunale Centrale del Latte di Roma).

## Storia

### La creazione e la proprietà del comune di Roma

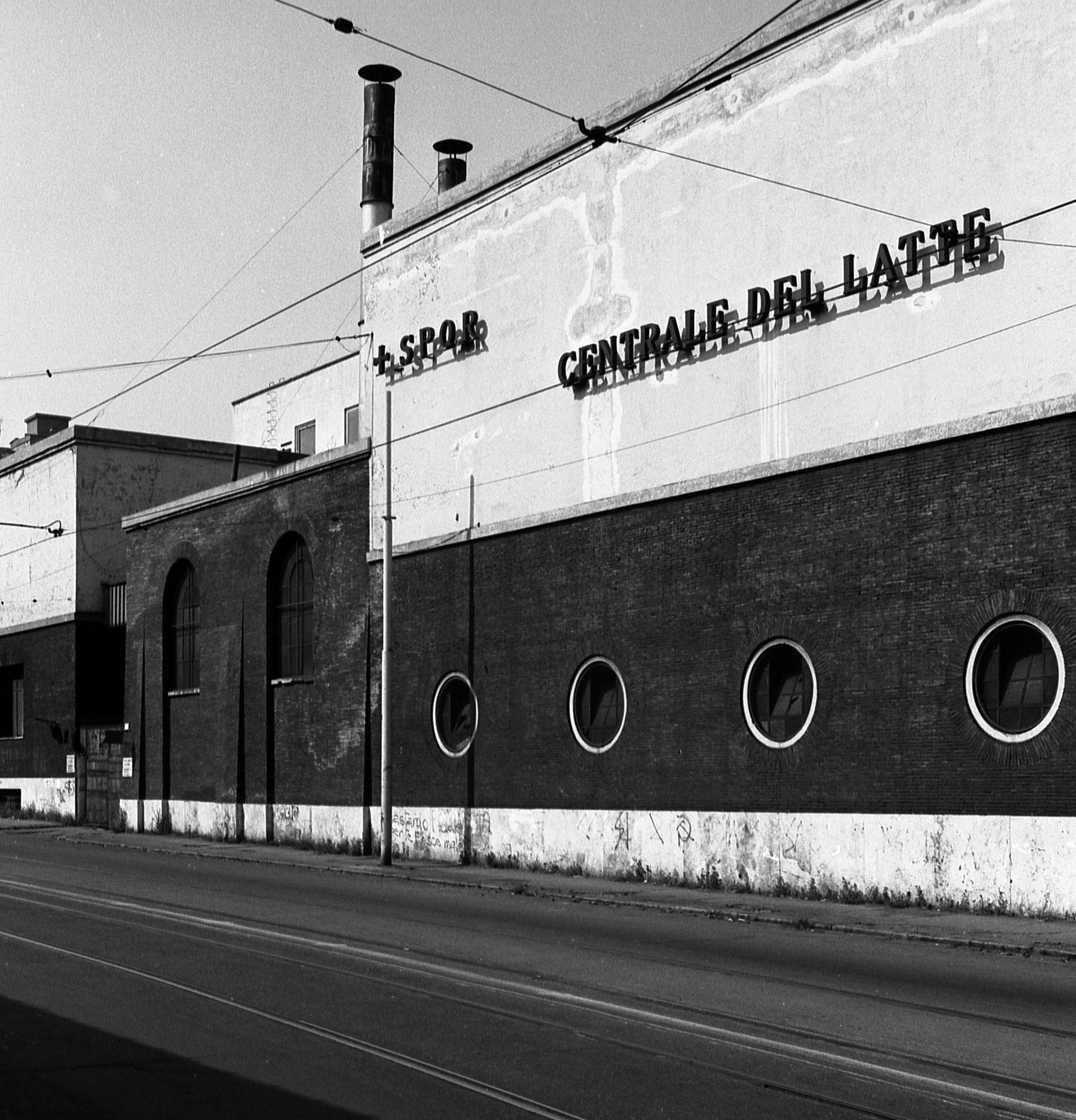
La sede della Centrale del Latte di Roma a via Giolitti nel 1981

Fondata nel 1910 sotto la Giunta Nathan come "Stabilimento del Latte" della Agenzia Annonaria Comunale, divenne nel 1953 azienda speciale del Comune di Roma con il nominativo di "Centrale del Latte di Roma" per volontà del Consiglio Comunale.
Nello stabilimento del Latte, nato dalla Convenzione tra il Comune di Roma e la Società Italiana di alimentazione, si provvedeva alla mungitura, alla pastorizzazione e al confezionamento di questo alimento. La sua sede, comprendente l’intero stabilimento, era collocata in una zona centrale della città, precisamente in Via Giolitti, nei pressi della Stazione Termini. Il complesso, progettato dall'architetto Innocenzo Costantini, si estendeva su tutta l'area di Piazza Pepe, sulla quale si affaccia anche il famoso Teatro Ambra Jovinelli. La struttura, sorta nel pieno periodo fascista (1929), era inoltre disposta nel cortile dove troneggiava l'Acquedotto Giulio (Aqua Iulia).
Nel 1979, con lo sviluppo delle esigenze produttive sia lattiere che casearie, e con la difficoltà della collocazione in pieno centro storico, la sede viene trasferita nella periferia nord-est di Roma, dove sono presenti i nuovi e attuali stabilimenti. Questo nuovo complesso, meccanizzato e costruito secondo recenti standard, permette una produzione di 900 tonnellate giornaliere. Nel corso degli anni la CLR amplia la gamma dei propri prodotti, distribuendoli in tutto il Lazio.
La vecchia sede di via Giolitti venne quasi totalmente abbattuta nell'agosto 1990, conservando però la parte centrale come documento di architettura razionalista degli anni '30.
Dopo la trasformazione in società per azioni, ha mutato il proprio acronimo in CLR .

### La trasformazione in S.p.A.
Il 15 giugno 1997 fu indetto, dalla Giunta Rutelli, un referendum circa la volontà del Comune di cedere ai privati l’ACCLR; la consultazione non raggiunse il quorum necessario per la sua validità, ma nel 1998 la giunta decise ugualmente la cessione con un bando di gara, vinto con un’offerta di 80 miliardi di lire dalla Cirio, all'epoca di proprietà dell'imprenditore Sergio Cragnotti. La privatizzazione prevedeva tuttavia una clausola che impediva la vendita della società per cinque anni, pena la risoluzione del contratto e il versamento di una penale.

### La cessione alla Cirio e il contenzioso con la Parmalat
Il gruppo Cragnotti, dopo un anno dall'acquisto della ACCLR, andò in bancarotta e si trovò costretto nel 1999 a cedere la Cirio e le sue controllate alla Parmalat, all'epoca appartenente a Calisto Tanzi.
Il 7 luglio 1999 con un accordo transattivo il Comune di Roma incassa la penale prevista, ma il concorrente della gara di privatizzazione “Ariete Fattoria Latte Sano spa” il 18 luglio 2000 diffida il Comune, chiedendo semmai una nuova gara.

### L'illegittimità della vendita e la posizione del comune di Roma
Nel 2000, la decisione 2000/628/CE della Commissione Europea giudica illegittimo il trasferimento di 56000000 €, avvenuto fra il 1992 e il 1997, da parte del Comune di Roma verso la Centrale del Latte, decretandone l'obbligo di restituzione al Comune. Ciò nonostante, l'anno successivo la delibera del Consiglio Comunale 73/2001 unilateralmente cancellava dal bilancio comunale tale credito.
Vista l’inerzia del Comune, Latte Sano ricorre al TAR del Lazio che il 27 luglio 2007 (conferma in appello a marzo 2010), dichiara la nullità della cessione del pacchetto azionario alla Cirio.
A gennaio 2011 la Giunta Alemanno rivendica la restituzione del pacchetto azionario di controllo da parte di Parmalat in amministrazione straordinaria guidata da Enrico Bondi, che si rifiuta però di adempiere, in attesa della sentenza della Corte di cassazione. Nell’esercizio 2011 l'azienda ha avuto un volume d'affari pari a circa 145 milioni di euro annui, mentre nel bilancio della controllante Parmalat aveva un peso specifico di 104 milioni di euro e un margine operativo lordo di 17 milioni. Nel luglio Lactalis acquisisce Parmalat con un’OPA.
Il 20 marzo 2012 il Consiglio di Stato sentenzia che la vendita di 14 anni prima della CLR ai privati era nulla e che quindi il proprietario legittimo restava il Comune di Roma. Il Comune avrebbe dovuto far valere il diritto di proprietà nell'assemblea degli azionisti riunita nel maggio 2012 per l'approvazione del bilancio. Ma il Comune (Giunta Alemanno) non lo fece e, in assenza di contestazioni, la CLR rimase a Parmalat che fece valere il suo 75% circa.
Nel marzo 2015 l'amministrazione capitolina (sindaco Ignazio Marino), decise, nonostante il contenzioso giudiziario ancora in atto riguardo all'effettiva proprietà dell'azienda, la cessione della residua quota del 6,7% del capitale della Centrale ancora detenuta dal Comune di Roma (per l'acquisizione della quale pervenne nel giugno 2015 un'offerta di Parmalat S.p.A. comprensiva di un accordo transattivo al fine di dirimere tutte le controversie pendenti legate all'effettiva proprietà del pacchetto azionario del 75% di Centrale del Latte di Roma S.p.A. tra la stessa Parmalat e il Comune di Roma, proposta approvata dalla Giunta Marino, previa stima del valore azionario della CLR affidata direttamente a Ernst & Young. La transazione non fu attuata però nel luglio successivo a causa del parere negativo sull'operazione pronunciato dall'O.R.E.F.). La caduta della sindacatura Marino, avvenuta nell'ottobre dello stesso anno, interruppe di fatto la conclusione della transazione per la quale la Giunta da lui presieduta era riuscita a pattuire dalla vendita della partecipazione un introito per le casse comunali pari a circa 30 milioni di euro.
Nel 2018 la Giunta Raggi introduce la CLR nel piano di dismissioni societarie conforme alla Legge Madia, ma la modifica della norma le permette di mantenere la partecipazione societaria.
Ad agosto 2018 vi furono interlocuzioni fra il Comune di Roma, il Dipartimento per le Politiche Europee della Presidenza del Consiglio e la Corte dei Conti per capire come procedere alla regolarizzazione della questione, senza ulteriori infrazioni alle normative comunitarie.
Nel gennaio 2020 la Corte di appello di Roma ha effettuato un nuovo rinvio procedurale giudiziario circa l'effettiva titolarità del pacchetto azionario del 75% di proprietà di Parmalat e rivendicata dal Comune di Roma.

## Dati economici
La società ha riportato nell'esercizio 2018 un fatturato di € 115,06 milioni e ha generato utili pari a € 5,753 milioni.

## Prodotti
Il prodotto principale dell'azienda è il latte fresco (intero, ad alta qualità, scremato, parzialmente scremato) e il latte a lunga conservazione (UHT).
Gli altri prodotti sono: lo yogurt bianco o alla frutta, magro o intero; la panna fresca o da cucina; il burro; i prodotti caseari come lo stracchino; i dessert come i budini e la panna cotta.

## Iniziative sociali e culturali
La società ha intrapreso nel corso degli anni, progetti sociali, di marketing e comunicazione, di collaborazione con scuole, comunità, associazioni e con l'Ospedale pediatrico Bambino Gesù denominate:
- La via lattea
- Che sapore ha il sorriso di un bambino
- Amico Latte
- Fai da Mamma a una Mamma
- Un latte da favola
- Nonna Roma

## Azionariato
Al 2023:
- Roma Capitale 81,73%
- Finlatte S.p.A. 16,00%
- Produttori Latte Casilina SCARL 2,22%
- Produttori Latte Aurelia SCARL 0,05%